# Флаг Выселковского района
Флаг муниципального образования Вы́селковский район Краснодарского края Российской Федерации — опознавательно-правовой знак, служащий официальным символом муниципального образования.
Флаг утверждён 14 июня 2006 года и 28 июня 2006 года внесён в Государственный геральдический регистр Российской Федерации с присвоением регистрационного номера 2391.

## Описание
«Флаг Выселковского района представляет собой прямоугольное малиновое полотнище с отношением ширины к длине 2:3, воспроизводящее фигуры герба района: вдоль нижнего края жёлтую полосу в 1/9 ширины полотнища и сидящего на ней посередине белого сокола, над которым два зелёных с изображением белых крестов и звёзд скрещённых значка на жёлтых пиках и над ними жёлтая особая княжеская корона».

## Обоснование символики
Флаг Выселковского района языком символов и аллегорий отражает исторические, природные и экономические особенности края.
Заселение Выселковского района началось в конце XVIII столетия — первые поселения района — Ирклиевский и Березанский курени были основаны казаками из Запорожской сечи в 1792 году. В память об особой роли казачества в освоении региона на флаге помещены куренные казачьи значки. Малиновый цвет (пурпур) является определяющим цветом Запорожского и Кубанского казачества, используется как основной цвет полотнища — цвет достоинства, славы, почёта и величия.
Символика жёлтой (золотой) княжеской короны на флаге многозначна:
— станицы, находящиеся на территории района входили в состав Кавказского полка, вечным шефом которого был фельдмаршал светлейший князь Г. А. Потёмкин-Таврический, чьё предводительство аллегорически отражено короной из его герба;
— корона — символ превосходства, успеха, заслуг показывает богатое историческое прошлое района, память о котором отражена в более сорока памятников истории, архитектуры и культуры.
Сокол — традиционный символ бесстрашия, силы, разума, устремлённости в будущее аллегорически символизирует многих жителей района, которые в годы войны отдавали свои жизни в защиту Родины. Память о них сохранится в сердцах потомков навсегда.
Полоса жёлтого (золотого) цвета указывает на сельскохозяйственную направленность экономики района. Здесь не только выращивают целый ряд сельхозкультур, но и созданы условия для их переработки. Жёлтый цвет (золото) — символ урожая, богатства, стабильности, почёта и уважения.
Белый цвет (серебро) — символ чистоты, искренности, верности, благородства, мира и взаимопонимания.
Зелёный цвет — символ природы, здоровья, экологии и жизненного роста.

## См. также

Флаги муниципальных образований Выселковского района
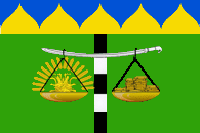
Бейсугское сельское поселение
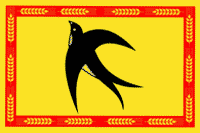
Бейсужёкское сельское поселение
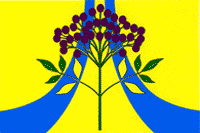
Бузиновское сельское поселение
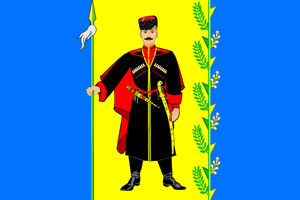
Выселковское сельское поселение
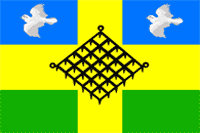
Газырское сельское поселение
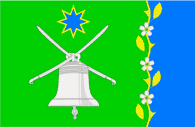
Новобейсугское сельское поселение
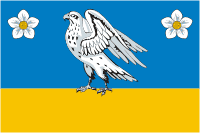
Новомалороссийское сельское поселение